# Fyli
Fyli (Grieks: Φυλή) is sedert 2011 een fusiegemeente (dimos) in de Griekse bestuurlijke regio (periferia) Attica.
De drie deelgemeenten (dimotiki enotita) van de fusiegemeente zijn:
- Ano Liosia (Άνω Λιόσια)
- Fyli (Φυλή)
- Zefyri (Ζεφύρι)